# Arachniotus hebridensis
Arachniotus hebridensis är en svampart som beskrevs av Apinis 1964. Arachniotus hebridensis ingår i släktet Arachniotus och familjen Gymnoascaceae.   Inga underarter finns listade i Catalogue of Life.